# Chloe Jones
Chloe Jones, de son vrai nom Melinda Dee Taylor, née le 17 juin 1975 à Silsbee (Texas) et décédée le 4 juin 2005 à Houston (Texas) était une actrice de films pornographiques américaine.

## Biographie
Chloe fut sacrée « Pet of the Month » par le magazine Penthouse en avril 1998 et devint actrice X en 2001. Elle mit fin à sa carrière en 2004. Elle est apparue dans moins de 30 films.
En janvier 2000, elle souffrit de multiples fractures à un bras. Lors de son opération, les chirurgiens découvrirent qu'elle était atteinte d'une leucémie. Elle souffrait également d'épilepsie mais il est difficile d'en savoir plus car Chloe protégeait fortement sa vie privée.
Après avoir décidé d'entrer dans l'industrie pornographique, Chloe signa un contrat d'exclusivité avec le studio New Sensations puis avec Vivid. Cependant, aucune de ces associations ne dura longtemps ; des rumeurs évoquaient le « caractère difficile » de Chloe. On prétend que son contrat avec Vivid fut cassé pour cause d'usage abusif de médicaments, cependant les détails restent flous.
Elle travailla ensuite brièvement en tant qu'escort girl. Elle déclara avoir eu Charlie Sheen et Woody Harrelson parmi ses clients. Un rapport officieux affirme que Chloe fut battue par un de ses clients, ce qui la mena en réanimation ; elle décida alors d'arrêter l'escort et de revenir au « X ».
Avant qu'elle ait effectué son retour, sa santé empira et elle mourut deux semaines avant son trentième anniversaire. Très peu d'informations furent publiées sur sa mort. La cause officielle de son décès est un dysfonctionnement du foie avec du Vicodin.
Elle laisse trois orphelins : une fille (née en 1996) et des jumeaux (nés en 1997).